# Cobalt(II) bromide
Cobalt(II) bromide là một hợp chất vô cơ có công thức hóa học là CoBr2. Đó là một chất rắn màu đỏ hòa tan trong nước, được sử dụng chủ yếu như một chất xúc tác trong một số quy trình.

## Tính chất
Khi ở dạng khan, cobalt(II) bromide xuất hiện dưới dạng tinh thể màu xanh lá cây. Hexahydrat màu đỏ tím mất bốn phân tử nước ở 100 °C (212 °F; 373 K) tạo thành dihydrat:
CoBr2.6H2O → CoBr2.2H2O + 4H2O
Tiếp tục nung cho tới 130 °C (266 °F; 403 K) tạo ra dạng khan:
CoBr2.2H2O → CoBr2  + 2H2O
Dạng khan nóng chảy ở 678 °C. Ở nhiệt độ cao hơn, cobalt(II) bromide phản ứng với oxy, tạo thành cobalt(II,III) oxide và brom.

## Điều chế
Cobalt(II) bromide có thể được điều chế ở dạng một hydrat bằng phản ứng cobalt(II) hydroxide với acid hydrobromic:
Co(OH)2 (r) + 2HBr (dd) → CoBr2·6H2O (dd)
Cobalt(II) bromide khan có thể được điều chế thông qua phản ứng trực tiếp của nguyên tố cobalt và brom lỏng.

## Phản ứng và ứng dụng
Hợp chất phức hợp cổ điển bromopentamincobalt(III) bromide được điều chế bằng cách oxy hóa dung dịch cobalt(II) bromide trong dung dịch amonia. Nó là chất rắn màu tím.
2CoBr2 + 8NH3 + 2NH4Br + H2O2 → 2[Co(NH3)5Br]Br2 + 2H2O
Các phức hợp triphenylphotphin của cobalt(II) bromide đã được sử dụng làm chất xúc tác trong tổng hợp hữu cơ.

## Hợp chất khác
CoBr2 có thể tạo ra hợp chất với NH3, như CoBr2·2NH3 (hoa hồng), CoBr2·4NH3 (hoa hồng) hay CoBr2·6NH3 (đỏ đậm).
CoBr2 còn tạo một số hợp chất với N2H4, như CoBr2·2N2H4·2H2O là tinh thể màu hồng nhạt, có tính nổ; khối lượng riêng ở 20 °C (68 °F; 293 K) là 2,9824 g/cm³. Trihydrazin CoBr2·3N2H4 cũng được biết đến, dưới dạng tinh thể màu hồng.
CoBr2 còn tạo một số hợp chất với CO(NH2)2, như CoBr2·CO(NH2)2 là chất rắn màu xanh dương-tím, CoBr2·4CO(NH2)2 là tinh thể màu tím hồng hay CoBr2·10CO(NH2)2 là tinh thể màu oải hương-tím.
CoBr2 còn tạo một số hợp chất với CS(NH2)2, như CoBr2·2CS(NH2)2 là tinh thể màu lục lam, CoBr2·3CS(NH2)2 là tinh thể màu xanh dương hay CoBr2·4CS(NH2)2 là chất rắn màu xám dương, tan trong nước tạo dung dịch màu xanh dương.
CoBr2 còn tạo một số hợp chất với CSN3H5, như CoBr2·3CSN3H5·H2O là tinh thể đỏ nhạt-hồng.
CoBr2 còn tạo một số hợp chất với CSe(NH2)2, như CoBr2·2CSe(NH2)2 là tinh thể màu lục lam đậm.

## Độc hại
Tiếp xúc với một lượng lớn cobalt(II) bromide có thể gây ngộ độc cobalt. Bromide cũng là chất độc hại nhẹ.